# Vers (Fluss Lot)
Der Vers ist ein Fluss in Frankreich, der Département Lot in der Region Okzitanien verläuft. Er entspringt unter dem Namen Ruisseau de Goudal im Regionalen Naturpark Causses du Quercy, im Gemeindegebiet von Labastide-Murat, entwässert generell Richtung Süden und mündet nach 23 Kilometern im Ortsgebiet von Vers als rechter Nebenfluss in den Lot.

## Orte am Fluss
- Saint-Sauveur-la-Vallée
- Saint-Martin-de-Vers
- Cours
- Vers

## Sehenswürdigkeiten
- Das Oppidum de Murcens, eine keltische Siedlung, befindet sich in einer Schlinge oberhalb des Flusses im Gemeindegebiet von Cras.
- Teile des Tales sind als Natura 2000-Schutzgebiet unter der Nummer FR7300910 registriert.